# 泰寧県
泰寧県（たいねいけん）は中華人民共和国福建省に位置する省直轄の県であり、しばらくの間、三明市の代理管轄下に置かれている。丹霞地形の山地や洞窟で知られ、泰寧風景名勝区（中華人民共和国国家級風景名勝区、2009年に「金湖風景名勝区」より改称）、泰寧世界ジオパーク、国家森林公園などが世界遺産・中国丹霞の一部として登録されている。中国の5A級観光地（2011年認定）。

## 歴史
260年（永安3年）に綏安県が設置され、405年（義熙元年）に綏城県と改称された。759年（乾元2年）に綏城県内に帰化鎮が設置、946年（保大4年）には南唐により帰化場に改編された。958年（中興元年）に帰化県に昇格、更に1086年（元祐元年）に泰寧県に改称され現在に至る。

## 行政区画
下部に3鎮、6郷を管轄する。
- 鎮
  - 杉城鎮、朱口鎮、下渠鎮
- 郷
  - 新橋郷、上青郷、大田郷、梅口郷、開善郷、大竜郷

## 交通

### 鉄道
- 中国鉄路総公司
  - 昌福線
    - 泰寧駅

### 道路
- 高速道路
  - 福銀高速道路
  - 浦建高速道路

## 出身者
- クン - 歌手NCT、WayVのメンバー